# Whole Lotta Rosie
Whole Lotta Rosie ist ein Rocksong der australischen Hard-Rock-Band AC/DC aus dem Jahr 1977. Er erschien auf dem vierten Album der Band Let There Be Rock sowie 1978 als Single.

## Entstehung
Der Haupt-Riff von Whole Lotta Rosie war zunächst Bestandteil des Stückes Dirty Eyes, das 1976 entstand und für eine EP vorgesehen war, jedoch nicht erschien. Dirty Eyes wurde 1997 auf dem Box-Set Bonfire veröffentlicht.
Whole Lotta Rosie wurde von Angus Young, Malcolm Young und Bon Scott geschrieben und im Januar/Februar 1977 bei den Sessions für Let There Be Rock aufgenommen. Es wurde von Harry Vanda und George Young produziert.

## Text
Das Lied erzählt von einer Frau, die der damalige Sänger der Band Bon Scott nach einem Auftritt in Tasmanien kennengelernt hatte und mit der er eine Nacht verbrachte. Die erste Strophe schildert deren ausladende Körpermaße (42″-39″-56″) und Gewicht „nineteen stone“ (etwa 120 kg). In einem Interview 1998 erinnerte sich Angus Young:

„We'd been in Tasmania and after the show [Bon Scott] said he was going to check out a few clubs. He said he'd got about 100 yards down the street when he heard this yell: 'Hey! Bon!' He looked around and saw this leg and thought: 'Oh well!' From what he said, there was this Rosie woman and a friend of hers. They were plying him with drinks and Rosie said to him: 'This month I've slept with 28 famous people,' and Bon went: 'Oh yeah?!' Anyway, in the morning he said he woke up pinned against the wall, he said he opened one eye and saw her lean over to her friend and whisper: '29!' There's very few people who'll go out and write a song about a big fat lady, but Bon said it was worthy.“

## Bei Liveauftritten

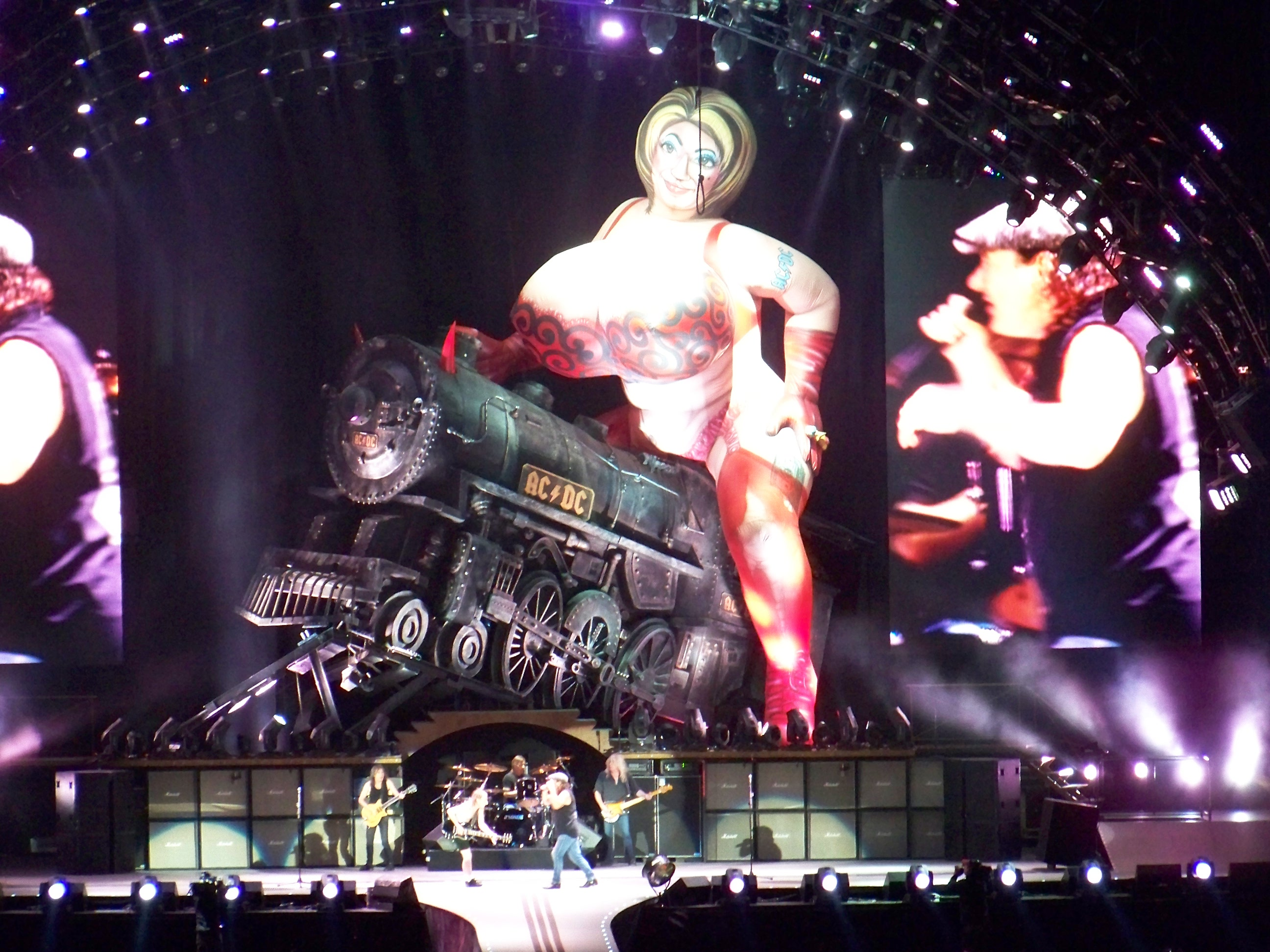
Bühne der Black Ice-Tour mit „Rosie“, 2009 in Madrid

Whole Lotta Rosie ist eines der populärsten Stücke von AC/DC und auf allen Live-Alben der Band vertreten. Zwischen den Eingangsriffs skandiert das Publikum üblicherweise „Angus!“. Zur Bühnenshow gehörte eine Zeit lang eine überdimensionale aufblasbare Frauenfigur.

## Kommerzieller Erfolg

### Chartplatzierungen
| ChartsChartplatzierungen     | Höchstplatzierung | Wochen |
| ---------------------------- | ----------------- | ------ |
| Vereinigtes Königreich (OCC) | 36 (9 Wo.)        | 9      |

### Auszeichnungen für Musikverkäufe
| Land/Region                  | Auszeichnungen für Musikverkäufe (Land/Region, Auszeichnung, Verkäufe) | Verkäufe |
| ---------------------------- | ---------------------------------------------------------------------- | -------- |
| Kanada (MC)                  | Gold                                                                   | 40.000   |
| Vereinigtes Königreich (BPI) | Silber                                                                 | 200.000  |
| Insgesamt                    | 1× Silber · 1× Gold ·                                                  | 240.000  |

Hauptartikel: AC/DC/Auszeichnungen für Musikverkäufe

## Coverversionen
- Guns N’ Roses, 1987 auf der Single Welcome to the Jungle und 1988 auf dem Album Live from the Jungle
- Electric Hippies, 1995 als Beitrag zu dem AC/DC-Tribute-Album Fuse Box
- W.A.S.P., 1996 auf dem Album Still Not Black Enough
- The King, 1998 auf dem Album Gravelands
- Galneryus, 2007 auf der EP Voices from the Past
- Steel Panther, 2010 auf dem AC/DC-Tribute-Album The Metal Forge Volume Two
- Bullet for My Valentine, 2013 auf dem Album Temper Temper